# Csordák Lajos
Csordák Lajos (Kassa, 1864. február 9. – Kassa, 1937. június 28.) festőművész.

## Életrajza

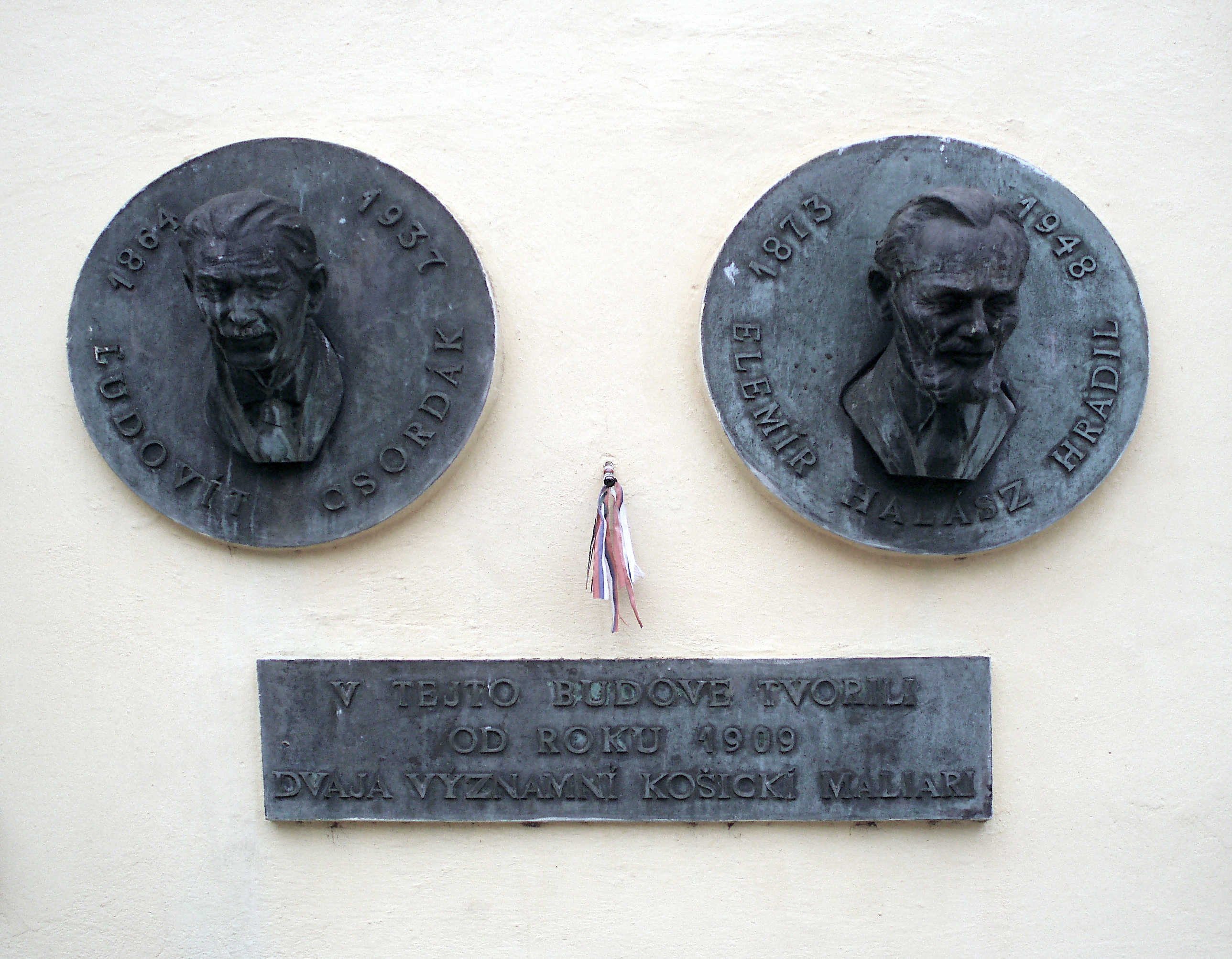
Csordák és Halász-Hradil emlékműve Kassán

Budapesten és Prágában tanult. Mesterei a kassai Klimkovics Béla festőművész és tanár, és a cseh festő és grafikus, Julius Mařák voltak. Csordák főként Kassán élt és működött. 1896 és 1908 közötti szalánci tartózkodása alatt vette feleségül Ľudmila Menčíkovát, akitől párnak három leánya született: Vilhelmína-Paulína (Palma), Georgína-Malvína (Georgína) és Aranka-Ľudmila (Zlatica). 1908-ban jó barátjával, Halász-Hradil Elemérrel együtt beköltözött a Kassa város által felújított műterembe, a régi városi védmű-rendszer Rákóczi-bástyájába. A budapesti Műcsarnokban gyakran állította ki alkotásait. Legfőképpen tájképek készítésével foglalkozott. Néhány műve: A tornai vár romjai (1891-1892), Mocsár a szalánci vár alatt (1896), Tájkép legelő tehenekkel (1896-1898), A szalánci vár (1900), A szalánci vár romjai (1902-1903), Szalánc környéki erdő (1905-1909), A petőszinnyei templom (1910-1912), A sároskőszegi templom (1923).